# 윤철상 (충청남도의원)
윤철상(尹喆相, 1974년 4월 22일 ~ )은 대한민국의 제11대 충청남도의원이다.

## 경력
- 성환신가국민학교 졸업
- 평택한광중학교 졸업
- 평택한광고등학교 졸업
- 백석문화대학교 경영과 졸업

- 성환읍 자율방범대 제28대 대장
- 성환읍 행복키움지원단 단원
- 성환읍 체육회 이사
- 더불어민주당 충남도당 부대변인
- 더불어민주당 정책위원회 부의장
- 2020.04 ~ 2022.06 제11대 충청남도의회 의원
- 2020.07 ~ 2022.06 제11대 충청남도의회 후반기 기획경제위원회 위원

## 역대 선거 결과
|  | 50.28% |

|  | 41.16% |